# Premier Division 1998-1999 (Sudafrica)
La Premier Division 1998-1999, anche nota come Castle Premiership 1998-1999 per motivi di sponsorizzazione, è stata la 3ª edizione della massima serie del campionato di calcio del Sudafrica, disputata tra il 31 luglio 1998 e il 9 giugno 1999 e conclusa con la vittoria del M. Sundowns, al suo secondo titolo consecutivo.

## Stagione

### Novità
Rispetto alla stagione precedente retrocedettero il African Wanderers e il Real Rovers, sostituiti da Dynamos e Seven Stars, promossi dalla National First Division 1997-1998.

### Formula
Le 18 squadre partecipanti disputarono un girone all'italiana con partite di andata e ritorno per un totale di 34 giornate. La prima classificata si laurea campione del Sudafrica e si qualifica alla CAF Champions League 2000 insieme alla seconda. La vincitrice della Coppa del Sudafrica ottiene l'accesso alla Coppa delle Coppe d'Africa 2000. Le ultime due retrocedono in National First Division.

## Squadre partecipanti
- AmaZulu
- Wits  University
- Bloemfontein Celtic
- Ajax Cape Town
- Dynamos
- Free State Stars
- Hellenic
- Jomo Cosmos
- Kaizer Chiefs
- M. Sundowns
- Manning Rangers
- Moroka Swallows
- Orlando Pirates
- Santos Cape Town
- Seven Stars
- SuperSport Utd
- Umtata Bucks
- Vaal Professionals

## Classifica
|                      | Pos. | Squadra             | Pt | G  | V  | N  | P  | GF | GS | DR  |
| -------------------- | ---- | ------------------- | -- | -- | -- | -- | -- | -- | -- | --- |
| Sudafrica (bandiera) | 1.   | M. Sundowns         | 75 | 34 | 23 | 6  | 5  | 70 | 26 | +44 |
|                      | 2.   | Kaizer Chiefs       | 75 | 34 | 23 | 6  | 5  | 73 | 34 | +39 |
|                      | 3.   | Orlando Pirates     | 60 | 34 | 17 | 9  | 8  | 55 | 28 | +27 |
|                      | 4.   | Manning Rangers     | 60 | 34 | 17 | 9  | 8  | 60 | 38 | +22 |
|                      | 5.   | Seven Stars         | 52 | 34 | 15 | 7  | 12 | 40 | 41 | –1  |
|                      | 6.   | Qwa Qwa Stars       | 50 | 34 | 13 | 11 | 10 | 43 | 39 | +4  |
|                      | 7.   | Bloemfontein Celtic | 47 | 34 | 13 | 8  | 13 | 33 | 34 | –1  |
|                      | 8.   | SuperSport Utd      | 46 | 34 | 11 | 13 | 10 | 45 | 38 | +7  |
|                      | 9.   | Bush Bucks          | 44 | 34 | 13 | 5  | 16 | 48 | 57 | –9  |
|                      | 10.  | Jomo Cosmos         | 43 | 34 | 11 | 10 | 13 | 37 | 39 | –2  |
|                      | 11.  | Wits University     | 40 | 34 | 9  | 13 | 12 | 31 | 39 | –8  |
|                      | 12.  | Hellenic            | 40 | 34 | 8  | 16 | 10 | 32 | 43 | –11 |
|                      | 13.  | Ajax Cape Town      | 39 | 34 | 9  | 12 | 13 | 52 | 50 | +2  |
|                      | 14.  | AmaZulu             | 39 | 34 | 10 | 9  | 15 | 40 | 53 | –13 |
|                      | 15.  | Moroka Swallows     | 37 | 34 | 9  | 10 | 15 | 29 | 44 | –15 |
|                      | 16.  | Santos Cape Town    | 35 | 34 | 7  | 14 | 13 | 36 | 54 | –18 |
|                      | 17.  | Dynamos             | 29 | 34 | 7  | 8  | 19 | 20 | 51 | –31 |
|                      | 18.  | Vaal Professionals  | 21 | 34 | 5  | 6  | 23 | 38 | 74 | –36 |

Legenda
      Campione del Sudafrica e ammessa alla CAF Champions League 2000.
      Ammessa alla CAF Champions League 2000.
      Ammessa alla Coppa delle Coppe d'Africa 2000.
      Retrocessa in National First Division 1999‑2000.
Note:
Tre punti a vittoria, uno a pareggio, zero a sconfitta.